# Audi Sportback concept

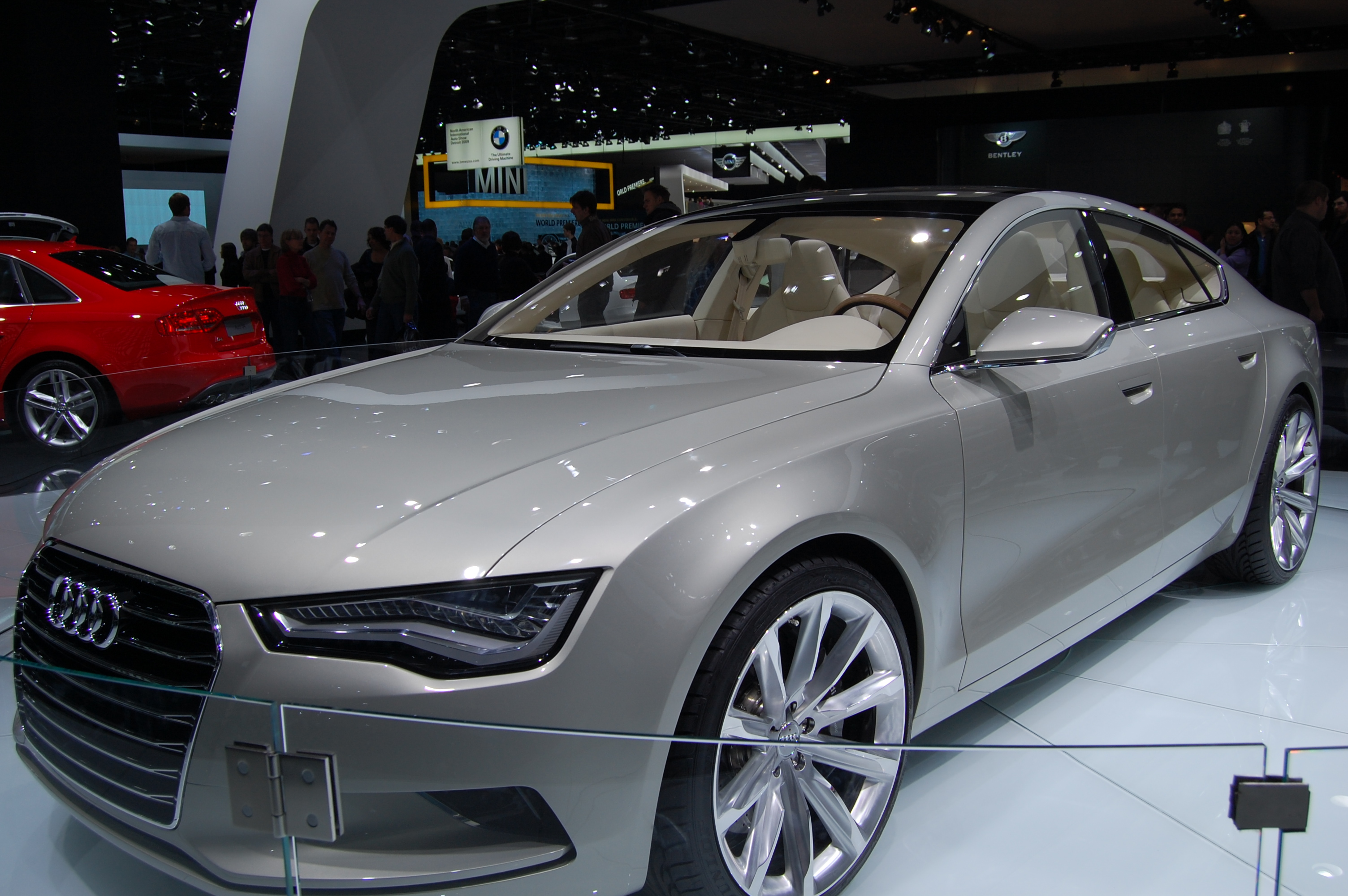

El Audi Sportback concept es un prototipo de automóvil producido por Audi y diseñado por Wolfgang Egger. Fue introducido en el Salón del Automóvil de Detroit del 2009. El Sportback concept es un modelo de lujo de cinco puertas fastback, es considerado como un anticipo de dos modelos futuros: el Audi A5 Sportback, y el Audi A7. El Audi A5 Sportback debutó en julio de 2009, y el A7 fue aplazado para julio del 2010.

## Datos
- Clase - Segmento E
- Cuerpo - fastback de 5 puertas
- Diseño - frontal del motor,
- Configuración automotriz - Motor delantero, Tracción en las cuatro ruedas, quattro
- Motor - 3,0 L TDI Motor V6 Diesel
- Transmisión - 8 velocidades Tiptronic
- Longitud - 4.950 mm (194,9 pulg)
- Ancho - 1.930 mm (76,0 pulg)
- Altura - 1.400 mm (55,1 pulg)
- Peso - 1.800 kg (3,968.3 libras)